# Moustier-Ventadour
 Moustier-Ventadour  (en occitano Mostier Ventadorn) es una comuna y población de Francia, en la región de Lemosín, departamento de Corrèze, en el distrito de Tulle y cantón de Égletons.
Su población en el censo de 2008 era de 471 habitantes.
Está integrada en la Communauté de communes de Ventadour .

## Demografía
| 266 | 355 | 316 | 302 | 383 | 416 | 471 |
| Para los censos de 1962 a 1999 la población legal corresponde a la población sin duplicidades (Fuente: INSEE [Consultar]) |     |     |     |     |     |     |